# روز فنلاندی‌های سوئد
روز فنلاندی‌های سوئد (فنلاندی: Ruotsinsuomalaisten päivä؛ سوئدی: Sverigefinnarnas dag) یک جشن سالیانهٔ سوئد است که در ۲۴ فوریه برگزار می‌شود. این جشن در سال ۲۰۱۰ توسط آکادمی سوئد تأیید و برای نخستین بار در سال ۲۰۱۱ برگزار شد. ۲۴ فوریه به عنوان روز جشن برگزیده شد زیرا زادروز کارل آکسل گتلوند، یک گردآورندهٔ اشعار فولکلور و مدافع وضعیت زبان فنلاندی بود. هدف این روز بزرگداشت فنلاندی‌های سوئد و به رسمیت شناختن تاریخ، زبان و فرهنگ آن‌ها به عنوان بخشی از میراث فرهنگی سوئد است.
شهرداری‌هایی که اقلیت قابل‌توجه فنلاندی دارند، در روز فنلاندی‌های سوئد پرچم فنلاندی سوئد را به اهتزاز درمی‌آورند. با این وجود، این روز یک روز پرچم رسمی نیست. این جشن در مناطق گوناگون سوئد، از جمله استکهلم، اسکیلستونا، یوتبری، وستروس و نیکوارن برگزار می‌شود. از جمله برنامه‌های جشن می‌توان به کنسرت‌های موسیقی، اجراهای رقص، دیدار نویسندگان، رقص‌های کارائوکه و اجرای تئاتر برای کودکان اشاره کرد. برای نمونه، در سال ۲۰۱۷ بیش از هزار تن در مراسم در ساختمان شهرداری استکهلم شرکت کردند.